# Helichrysum epapposum
Helichrysum epapposum là một loài thực vật có hoa trong họ Cúc. Loài này được Bolus mô tả khoa học đầu tiên.